# Garret Dillahunt
Garret Lee Dillahunt (ur. 24 listopada 1964 w Castro Valley) – amerykański aktor.

## Życiorys
Urodził się w Castro Valley w Kalifornii jako syn Jeanne i Davida Dillahuntów. Miał dwóch braci: Bretta i Erica, który zmarł w 1981 w Yakima, po tym, jak samochód, w którym był pasażerem, kierowca był pijany i pędząc w tym czasie, zjechał z drogi. Dorastał w Selah w stanie Waszyngton. Ukończył studia na wydziale dziennikarstwa University of Washington z tytułem bakalaureata. Następnie studiował aktorstwo w Tisch School of the Arts na Uniwersytecie Nowojorskim.
W 1992 zadebiutował na off-Broadwayu jako Ianos i malarz w przedstawieniu Mad Forest z Calistą Flockhart. W 1996 po raz pierwszy trafił na Broadway w roli Nöjda w spektaklu Augusta Strindberga Ojciec u boku Franka Langelli.
Dillahunt brał udział w produkcjach telewizyjnych i filmowych. Odnotował gościnne występy w popularnych serialach, takich jak Z Archiwum X oraz Nowojorscy gliniarze. Inny godny odnotowania udział w produkcjach telewizyjnych to role dwóch różnych postaci w serialu Deadwood: Jacka McCalla w 2004 oraz Francisa Wolcotta w 2005 roku. Dillahunt wcielił się w rolę Steve’a Curtisa, pozostającego w separacji męża Samanthy Taggart, w kilku odcinkach serialu Ostry dyżur w 2005 i 2006.

## Życie prywatne
Żonaty z aktorką Michelle Hurd.

## Filmografia
- Tratwa (2014) jako Harold Dixon
- Zniewolony. 12 Years a Slave (2013) jako Armsby
- Looper – Pętla czasu (2012) jako Jesse
- Lada dzień (2012) jako Paul Fliger
- Tożsamość Szpiega (2009) jako Simon
- Ostatni dom po lewej (2009) jako Krug
- Terminator: Kroniki Sary Connor (2008–2009) jako George Lazlo/Cromartie/John Henry
- Zabójstwo Jesse’ego Jamesa przez tchórzliwego Roberta Forda (2007) jako Ed Miller
- John z Cincinnati (2007) jako dr Smith
- To nie jest kraj dla starych ludzi (2007) jako Wendell
- Księga Daniela (2006) jako Jezus
- 4400 (2005–2006) jako Matthew Ross
- Ostry dyżur (2005–2006) jako Steve Curtis
- Deadwood (2005) jako Francis Wolcott, a w 2004 jako Jack McCall
- Leap Years (2001) jako Gregory Paget